# Sony Ericsson Open 2010
Sony Ericsson Open 2010 (також відомий під назвою Miami Masters 2010)  — чоловічий і жіночий тенісний турнір, що проходив на відкритих кортах з твердим покриттям. Це був 26-й за ліком Мастерс Маямі. Належав до категорії Мастерс у рамках Туру ATP 2010 і категорії Premier Mandatory в рамках Туру WTA 2010. Відбувся в Tennis Center at Crandon Park у Кі-Біскейні, поблизу Маямі (США). Тривав з 22 березня до 4 квітня 2010 року.

## Учасники
| Спортсмен           | Країна          | Рейтинг* | Сіяний |
| ------------------- | --------------- | -------- | ------ |
| Роджер Федерер      | Швейцарія       | 1        | 1      |
| Новак Джокович      | Сербія          | 2        | 2      |
| Енді Маррей         | Велика Британія | 3        | 3      |
| Рафаель Надаль      | Іспанія         | 4        | 4      |
| Робін Содерлінг     | Швеція          | 7        | 5      |
| Енді Роддік         | США             | 8        | 6      |
| Марин Чилич         | Хорватія        | 9        | 7      |
| Жо-Вілфрід Тсонга   | Франція         | 10       | 8      |
| Фернандо Гонсалес   | Чилі            | 11       | 9      |
| Фернандо Вердаско   | Іспанія         | 12       | 10     |
| Іван Любичич        | Хорватія        | 13       | 11     |
| Хуан Карлос Ферреро | Іспанія         | 14       | 12     |
| Михайло Южний       | Росія           | 15       | 13     |
| Гаель Монфіс        | Франція         | 16       | 14     |
| Давид Феррер        | Іспанія         | 17       | 15     |
| Томаш Бердих        | Чехія           | 20       | 16     |
| Джон Ізнер          | США             | 21       | 17     |
| Томмі Робредо       | Іспанія         | 22       | 18     |
| Стен Вавринка       | Швейцарія       | 23       | 19     |
| Жиль Сімон          | Франція         | 24       | 20     |
| Сем Кверрі          | США             | 25       | 21     |
| Хуан Монако         | Аргентина       | 26       | 22     |
| Юрген Мельцер       | Австрія         | 28       | 23     |
| Іво Карлович        | Хорватія        | 29       | 24     |
| Маркос Багдатіс     | Кіпр            | 30       | 25     |
| Альберт Монтаньєс   | Іспанія         | 31       | 26     |
| Томас Беллуччі      | Бразилія        | 32       | 27     |
| Філіпп Кольшрайбер  | Німеччина       | 33       | 28     |
| Фелісіано Лопес     | Іспанія         | 34       | 29     |
| Віктор Троїцький    | Сербія          | 35       | 30     |
| Янко Типсаревич     | Сербія          | 36       | 31     |
| Жульєн Беннето      | Франція         | 37       | 32     |
| Ніколас Альмагро    | Іспанія         | 38       | 33     |

| Спортсменка                | Країна     | Рейтинг* | Сіяна |
| -------------------------- | ---------- | -------- | ----- |
| Світлана Кузнецова         | Росія      | 3        | 1     |
| Каролін Возняцкі           | Данія      | 4        | 2     |
| Вінус Вільямс              | США        | 5        | 3     |
| Вікторія Азаренко          | Білорусь   | 6        | 4     |
| Олена Дементьєва           | Росія      | 7        | 5     |
| Агнешка Радванська         | Польща     | 8        | 6     |
| Єлена Янкович              | Сербія     | 9        | 7     |
| Лі На                      | КНР        | 10       | 8     |
| Саманта Стосур             | Австралія  | 11       | 9     |
| Флавія Пеннетта            | Італія     | 12       | 10    |
| Віра Звонарьова            | Росія      | 14       | 11    |
| Яніна Вікмаєр              | Бельгія    | 15       | 12    |
| Маріон Бартолі             | Франція    | 16       | 13    |
| Кім Клейстерс              | Бельгія    | 17       | 14    |
| Франческа Ск'явоне         | Італія     | 18       | 15    |
| Надія Петрова              | Росія      | 19       | 16    |
| Шахар Пеєр                 | Ізраїль    | 20       | 17    |
| Араван Резаї               | Франція    | 21       | 18    |
| Даніела Гантухова          | Словаччина | 22       | 19    |
| Чжен Цзє                   | КНР        | 23       | 20    |
| Альона Бондаренко          | Україна    | 24       | 21    |
| Анастасія Павлюченкова     | Росія      | 25       | 22    |
| Сабіне Лісіцкі             | Німеччина  | 26       | 23    |
| Аліса Клейбанова           | Росія      | 27       | 24    |
| Ана Іванович               | Сербія     | 28       | 25    |
| Домініка Цібулкова         | Словаччина | 29       | 26    |
| Агнеш Савай                | Угорщина   | 30       | 27    |
| Олена Весніна              | Росія      | 31       | 28    |
| Марія Хосе Мартінес Санчес | Іспанія    | 33       | 29    |
| Анабель Медіна Гаррігес    | Іспанія    | 34       | 30    |
| Александра Возняк          | Канада     | 35       | 31    |
| Марія Кириленко            | Росія      | 36       | 32    |

## Призові гроші
Сукупний призовий фонд чоловічого і жіночого змагань становив $4,500,000.
|                    | Чоловіки, одиночний розряд | жінки, одиночний розряд | Чоловіки, парний розряд | жінки, парний розряд |
| ------------------ | -------------------------- | ----------------------- | ----------------------- | -------------------- |
| переможці          | $605,500                   | $700,000                | $198,400                | $237,000             |
| фіналісти          | $295,500                   | $350,000                | $96,820                 | $118,500             |
| півфіналісти       | $148,100                   | $150,000                | $48,530                 | $51,000              |
| чвертьфіналісти    | $75,500                    | $64,700                 | $24,730                 | $22,000              |
| 1/8 фіналу         | $39,800                    | $32,000                 | $13,040                 | $11,500              |
| 1/16 фіналу        | $21,300                    | $18,740                 | $6,980                  | $4,000               |
| 1/32 фіналу        | $11,500                    | $11,500                 | -                       | -                    |
| Round of 96        | $7,050                     | $7,050                  | -                       | -                    |
| Плата, бонус, Pool | $989,800                   | $989,800                | $989,800                | $989,800             |

## Events

### Чоловіки. Одиночний розряд
Енді Роддік -  Томаш Бердих 7−5, 6−4
- Для Роддіка це був другий титул за сезон і 29-й - за кар'єру. Це був його 5-й титул Masters 1000 і 2-га перемога на цьому турнірі (перша була 2004 року).

### Одиночний розряд. Жінки
Кім Клейстерс —  Вінус Вільямс, 6−2, 6−1.
- Для Клейстерс це був другий титул за сезон і 37-й — за кар'єру. Це була її друга перемога на цьому турнірі (перша була 2005 року).

### Парний розряд. Чоловіки
Лукаш Длуги /  Леандер Паес —  Магеш Бгупаті /  Макс Мирний, 6–2, 7–5.

### Парний розряд. Жінки
Хісела Дулко /  Флавія Пеннетта def  Надія Петрова /  Саманта Стосур, 6-3, 4-6, [10-7].